# Chavanne
Chavanne é uma comuna francesa na região administrativa de Borgonha-Franco-Condado, no departamento de Alto Sona. Estende-se por uma área de 2,32 km². Em 2010 a comuna tinha 237 habitantes (densidade: 102,2 hab./km²).